# Leova
Leova je město v Moldavsku. Nachází se asi 92 km jihovýchodně od Kišiněva, na východním břehu řeky Prut, která zde tvoří moldavsko-rumunskou hranici. Je administrativním centrem okresu Leova. První zmínka o Leově pochází z roku 1489, status města obdržela v roce 1940. Žije zde přibližně 7 400 obyvatel. Město je známé především výrobou koberců.

## Rodáci
- Lev Spinadel (1897–1970), vojenský lékař československé a britské armády, uznávaný československý anesteziolog